# Английский философ (роман)
«Английский философ, или История г-на Кливленда, побочного сына Кромвеля, написанная им самим и переведённая с английского автором “Мемуаров знатного человека”» (фр. Le Philosophe anglais, ou Histoire de M. Cleveland, fils naturel de Cromwel, écrite par lui-même et traduite de l'anglais par l'auteur des «Mémoires d'un homme de qualité») — роман аббата Прево. Первое издание вышло в семи выпусках в 1731-1739 годах; первые четыре тома в Париже (1731-1732), остальные, из-за «запрета на романы», в Голландии в 1738-1739. Много раз переиздавался.
Научное издание текста романа осуществлено в 1978. В XVIII веке роман неоднократно издавался в России, причём его первым переводчиком стал воспитатель Павла I С.А. Порошин. Этот перевод в молодые годы читали русские писатели А. Болотов и Д. Фонвизин .

## Содержание
Роману предшествует предисловие, в котором автор заверяет читателя, что излагаемая здесь история абсолютно достоверна: сын Кливленда, живущий ныне в Лондоне, которому понравился первый роман аббата Прево, доверил ему рукописи отца, с тем, чтобы писатель привел их в порядок и издал в свет. В английском переводе романа (1731) здесь указывался даже лондонский адрес сына Кливленда.
Повествование ведётся от первого лица в форме мемуаров. Кливленд — вымышленный автором книги побочный сын Оливера Кромвеля. Гонимый жестоким отцом, он проводит детство и юность в пещере в Девоншире, на берегу моря. Затем судьба забрасывает его во Францию, а потом, вслед за любимой Фанни он плывёт в Новый Свет. Герой претерпевает много необыкновенных приключений: скитается в дебрях Северной Америки, тонет при кораблекрушении, едва не становится жертвой воинственных каннибалов, занимается просветительской деятельностью среди миролюбивых индейцев, испытывает предательство друзей, теряет дочь и жену, чтобы впоследствии обрести их вновь.
Действие романа охватывает большой отрезок времени — от 1642 года (примерная дата рождения Кливленда) до смерти Карла II (1685) . Среди персонажей романа — несколько исторических лиц: лорд Кларендон, Генриетта Английская и её французское окружение в Сен-Клу, в нескольких эпизодах на сцене появляется сам «злодей» Оливер Кромвель.

### Жанровые особенности
По мнению Н.Т. Пахсарьян, книгу Прево можно считать предтечей готического романа ; другие исследователи считают возможным усматривать в её авторе предшественника маркиза де Сада . В то же время в «Английском философе» присутствуют — в трансформированном виде — некоторые повествовательные особенности романов барокко, с их грандиозной машинерией и неожиданными сюжетными поворотами . Автору удается придать убедительность и историческую достоверность даже и неправдоподобным, казалось бы, ситуациям.

### Утопические мотивы
- III книга рисует жизнь колонии протестантских беженцев на острове Святой Елены, которые хотят сохранить чистоту своей религии и нравственности. Это пресвитерианская республика, патриархальное общество, основанное на учении Евангелия. Однако прибывшие на остров персонажи видят, что и тут нет подлинной справедливости: под видом естественного равенства старейшины насаждает на острове свою тиранию.
- В IV книге Кливленд занимается просвещением индейского племени абаков и вместе с женой Фанни пытается вести жизнь, согласную законам природы, общественного договора, естественной религии. Однако его попытка соединить лучшие достижения европейской цивилизации с совершенным уважением к невинности естественного состояния кончается неудачей.
- В XIV книге повествуется о другом индейском племени — нопандах, сумевших сохранить в своем идеальном государстве ту добродетель, которую давно утратило цивилизованное европейское общество, пораженное алчностью и эгоизмом; но нопанды вынуждены избегать других людей, отгородившись от мира высокой стеной.

Кондорсе в «Жизни Вольтера» и Шамфор в «Характерах» приводят анекдот о том, что канцлер Дагессо соглашался предоставить привилегию на печатание последних томов «Истории Кливленда» только при том условии, что своего героя-англичанина автор в конце романа обратит в католичество . Прево отказался и напечатал окончание за границей.

## Влияние
«Английский философ» привлёк к себе внимание известнейших писателей своего времени: Вольтера, Дидро, Руссо, маркиза де Сада. Книга сыграла большую роль в обновлении романной формы не только во Франции, но и за её пределами. Отдельные эпизоды «Кливленда» становились предметом подражания, а то и плагиата, и пародирования. Роман Лесажа «Приключения Бошена» изобилует аллюзиями на многочисленные образцы жанра (от античности до XVIII века), в том числе и на «Кливленда» . К числу эпигонов Прево обычно относят Бакюлара д'Арно .